# Axel Homburg
Axel Homburg (* 5. Juli 1936 in Hannover; † 5. Oktober 2018 in Bad Kissingen) war ein deutscher Industriemanager.

## Leben
Homburg studierte nach dem Abitur in Wiesbaden Maschinenbau an der TH Darmstadt. Er promovierte auf dem Gebiet der Flugtriebwerke und trat 1969 in die Dynamit Nobel AG ein.
Dort hielt er verschiedene leitende Positionen inne und wurde 1984 in den Vorstand der Dynamit Nobel AG berufen. Von 1987 bis zu seinem Ruhestand im Jahre 1997 war er Vorstandsvorsitzender des Unternehmens.
Er war seit 1984 Kuratoriumsvorsitzender des Fraunhofer-Instituts für Chemische Technologie (ICT) in Pfinztal-Berghausen und initiierte die konzeptionelle Neuausrichtung des Fraunhofer ICT. Er war Aufsichtsratsmitglied der CeramTec in Plochingen und der Menzolit Fibron in Bretten.
Er starb bei einem Flugzeugabsturz mit seinem Motorsegler vom Typ HK36 R Super Dimona beim Landeanflug auf den Flugplatz Bad Kissingen.

## Ehrungen und Auszeichnungen
- Bundesverdienstkreuz am Bande des Verdienstordens der Bundesrepublik Deutschland
- Wirtschaftsmedaille des Landes Baden-Württemberg (2006)
- Fraunhofer-Medaille
- Ehrenbürger von El Paso